# Тахтамукай
Тахтамука́й (адыг. Тэхъутэмыкъуай) — аул, административный центр Тахтамукайского сельского поселения и Тахтамукайского района Республики Адыгея России.
Расположен на берегу Октябрьского водохранилища на реке Супс, в 90 км к северо-западу от Майкопа, в 7 км к югу от Краснодара.

## История
Основан в 1860 году. В 1860—1870 годы назывался Энемским (Энем-Тахтамукай). Переименован 13 февраля 1936 года в селение Хакурате в честь советского государственного деятеля Шахан-Гирея Хакурате.
26 октября 1938 года переименован в Тахтамукай. 5 августа 1957 года переименован в Октябрьский. В начале 1990-х годов переименован в Тахтамукай.

## Достопримечательности
Вблизи Тахтамукая были найдены городища меотов, датируемые по меньше мере I—II веков н. э.
В ауле находится конно-спортивный комплекс «Шагди», где разводят одноименную породу кабардинских лошадей, прославившуюся высокой скоростью хода.

## Население
| 1959  | 1970  | 1979  | 1989  | 2002  | 2010  | 2013  |
| ----- | ----- | ----- | ----- | ----- | ----- | ----- |
| 3165  | ↗4419 | ↗4907 | ↗5212 | ↘5117 | ↗5214 | ↗5413 |
| 2014  | 2015  | 2016  | 2017  | 2018  | 2019  | 2020  |
| ↗5446 | ↗5506 | ↗5564 | ↗5628 | ↗5698 | ↗5836 | ↗6031 |
| 2021  | 2023  | 2024  |       |       |       |       |
| ↗6075 | ↗6130 | ↗6150 |       |       |       |       |

По переписи населения 2021 года из 6075 проживающих в ауле, 5830 человека указали свою национальность
:
| Народ           | Численность, чел. | Доля от населения, % |
| --------------- | ----------------- | -------------------- |
| Адыги (Черкесы) | 4 554             | 78,11 %              |
| Русские         | 941               | 16,14 %              |
| Корейцы         | 110               | 1,88 %               |
| Армяне          | 95                | 1,62 %               |